# NGC 2634
NGC 2634 je galaksija u zviježđu Žirafi.

## Vanjske poveznice
- SEDS: NGC 2634